# Violaceina
La violaceina è un pigmento naturale che conferisce colore "viola-mirtillo" a quei batteri che la producono, quali ad esempio: Chromobacterium violaceum e Janthinobacterium lividum. Questa molecola con un peso molecolare di 343.33 (C20H13N3O3), può essere prodotta da questi microrganismi come molecola accessoria, aumentando probabilmente la loro capacità di adattamento e di resistenza a condizioni ambientali avverse.
Diversi studi sembrano metterne in evidenza la possibile attività antibatterica, antivirale e antitumorale nei confronti di specifiche cellule.
La violaceina può inoltre essere estratta ed utilizzata per colorare sia fibre sintetiche che naturali.